# Alts graus maçònics
Els alts graus maçònics, són els graus maçònics que comencen després dels tres graus simbòlics de les lògies blaves. A la francmaçoneria, els primers tres graus maçònics constitueixen els graus fonamentals. Els primers tres graus de la francmaçoneria són anomenats blue lodge masonry, als països de parla anglesa. A més d'aquests tres graus bàsics, s'han agregat diversos sistemes d'alts graus maçònics que es practiquen en els tallers avançats. També existeixen els cossos auxiliars maçònics.

## Història
En els primers dies de la francmaçoneria, solament hi havia dos graus: "aprenent" i "company". El tercer grau, "mestre maçó" (en anglès: master mason) va aparèixer més tard, prop de l'any 1725, a Londres, Anglaterra.
Des de la dècada de 1730, diversos autors, principalment a França i a Anglaterra, van escriure rituals per a molts graus addicionals que es suposava que continuarien, i que van enriquir la mitologia dels tres primers graus. Així, els germans van fundar els "tallers superiors", on els nous rituals s'ofereixen al mestre maçó, després de completar els primers tres graus, sent aquests la continuació del seu progrés espiritual i moral. Els historiadors van identificar més de cent graus addicionals a la dècada de 1760.
Tots aquests graus es poden agrupar en una menor quantitat de temes, seguint la llegenda de Hiram Abif, es van construir diferents sèries de rangs i graus de cavalleria, d'una manera progressiva i coherent, els ritus principals maçònics al final del segle xviii i a principis del segle xix.
Posteriorment, van continuar escrivint-se nous alts rangs maçònics, de vegades estructurats en ritus independents, de vegades integrats en els ritus ja existents, però a un ritme molt més lent.
Al principi del segle xxi, podem observar un total de graus que varien segons amb els diferents ritus:
Ritu francès: 7 graus maçònics, dels quals 3 són simbòlics i 4 filosòfics, més un nivell administratiu que està fora de l'escala de graus.
Ritu escocès antic i acceptat: 33 graus maçònics.
Ritu escocès rectificat: 6 graus maçònics.
Ritu de Memphis Mizraim: 99 graus maçònics.
Ritu de York: 13 graus maçònics.

## Practica
Les lògies que practiquen els alts graus maçònics, són diferents de les lògies blaves que practiquen els primers tres graus. Tenen noms diferents, variant els graus que confereixen, però també se'ls coneix sota el terme genèric de "tallers avançats" o "tallers de desenvolupament". En general, aquestes lògies s'agrupen en diversos conjunts diferents de denominacions (grans lògies o grans orients), que federen a les lògies dels primers tres graus maçònics.